# Нижнє Номоконово
Нижнє Номоко́ново (рос. Нижнее Номоконово) — село у складі Шилкинського району Забайкальського краю, Росія. Входить до складу Номоконовського сільського поселення.

## Історія
Село засноване 2013 року шляхом виділення зі складу села Номоконово.